# 米克爾森鎮區 (北達科他州拉穆爾縣)
米克爾森鎮區（英語：Mikkelson Township）是位於美國北達科他州拉穆爾縣的一個鎮區。

## 地方資料
米克爾森鎮區的面積為92.43平方千米，當中陸地面積為92.22平方千米，而水域面積為0.21平方千米。根據2020年美國人口普查的數據，當地共有人口42人，而人口密度為每平方千米0.45人。